# Albert (obchodní řetězec)
Albert je řetězec supermarketů a hypermarketů vlastněný nizozemskou skupinou Ahold Delhaize. V červenci 2023 bylo v Česku celkem 337 prodejen Albert. Za rok 2021 měl Albert v Česku tržby ve výši 61,44 mld. Kč, a byl tak po řetězcích Lidl a Kaufland třetím největším obchodníkem v zemi podle žebříčku Top 50 českého obchodu časopisu Zboží a prodej. V minulosti byly supermarkety Albert také na Slovensku a v Polsku.

## Albert vČesku

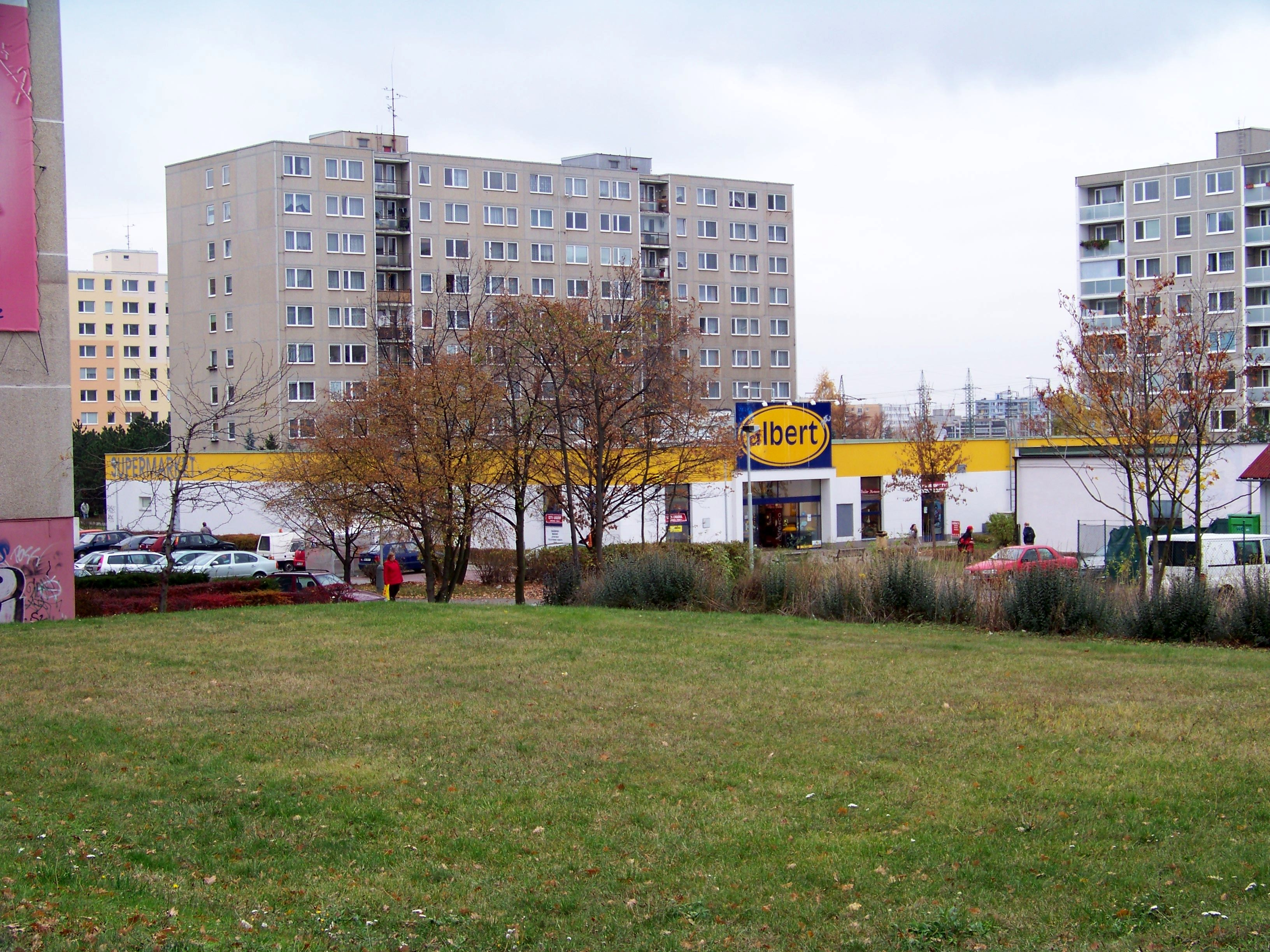
Albert s tehdy typickým vzhledem v Praze na sídlišti Litochleby (2009)

### Historie

#### Vznik a počáteční expanze

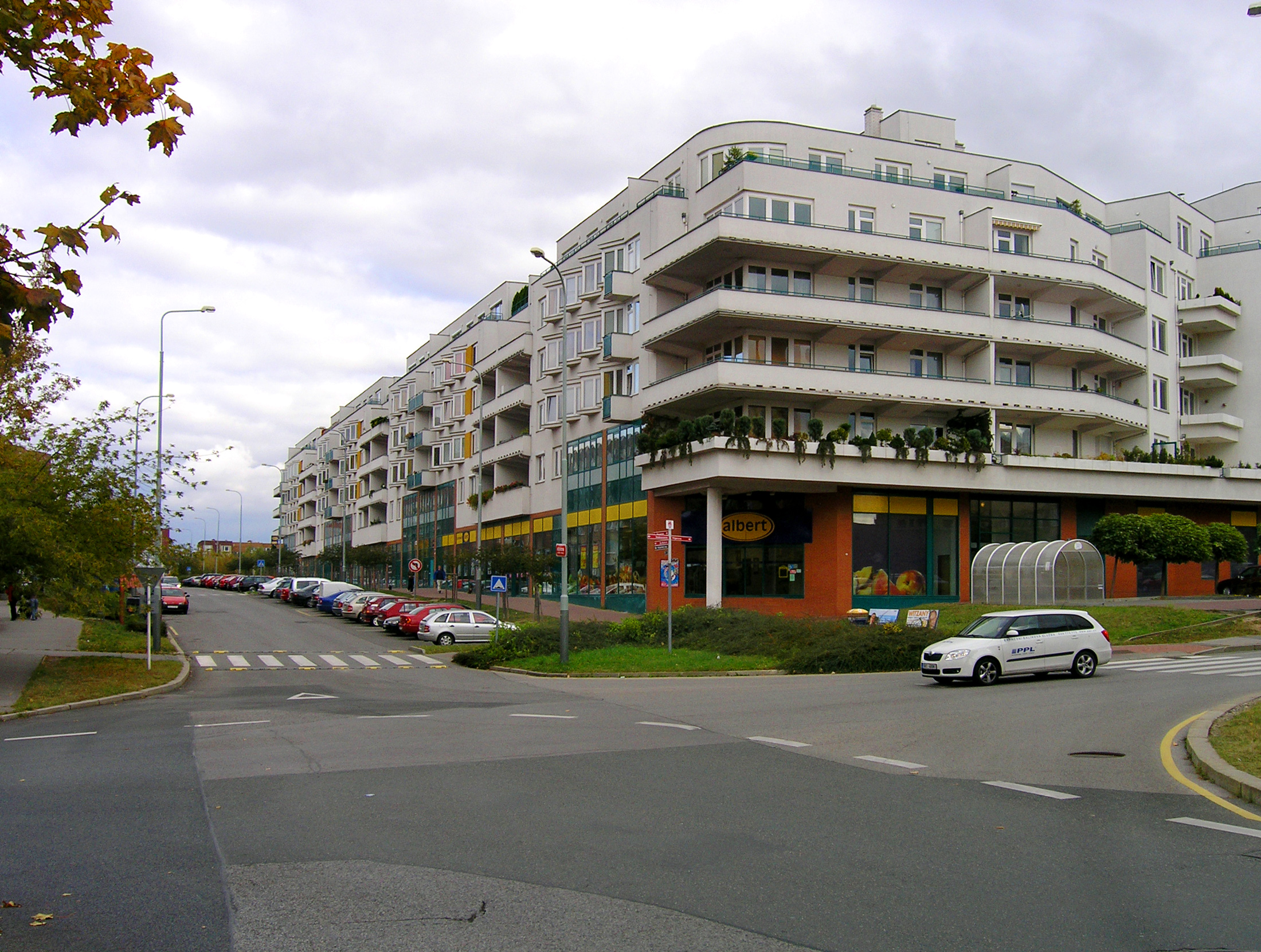
Supermarket Albert, bývalá Mana, na pražském Barrandově (2009)

Albert přivítal první zákazníky 9. května 2000. Síť 140 prodejen vznikla z původních diskontů Sesam a supermarketů Mana. Několik prodejen pod novou značku převedeno nebylo, například vůbec nejstarší supermarket Mana v Jihlavě, který byl koupen řetězcem Julius Meinl. Náklady na úpravu prodejen a reklamní kampaň mohly činit až půl miliardy korun. Podle serveru euro.cz mohl za vytvořením nové značky stát záměr posílit pozici na trhu, kterou řetězce Sesam ani Mana individuálně neměly příliš dobrou.
K výběru jména Albert se jeho tehdejší ředitel Milan Růžička v tiskové zprávě vyjádřil následovně:
| „ | (...) Chtěli jsme, aby tento název v zákaznících vzbuzoval pocit, že jsou v dobrých rukou. Nakonec jsme zvolili jméno Albert. Jde jednak o křestní jméno zakladatele společnosti Ahold – Alberta Heijna, ale především je to název srozumitelný po celém světě. Navozuje příjemné pocity, někdo si pod ním může představit pomocníka a přítele, jiný zase dobrého souseda. To už ponecháme na našich zákaznících. | “ |

Pod názvem Albert Heijn již od 19. století fungují obchody v Nizozemsku.
V následujících letech počet supermarketů Albert rostl. Ještě v květnu 2000 řetězec převzal osm pražských supermarketů značky Ahoj a otevíral také nové pobočky. V březnu 2003 Albert otevřel v Paláci Flora již pětadvacátou prodejnu v Praze a na konci téhož roku měl v ČR celkem 177 prodejen.

#### Převzetí prodejen Julius Meinl

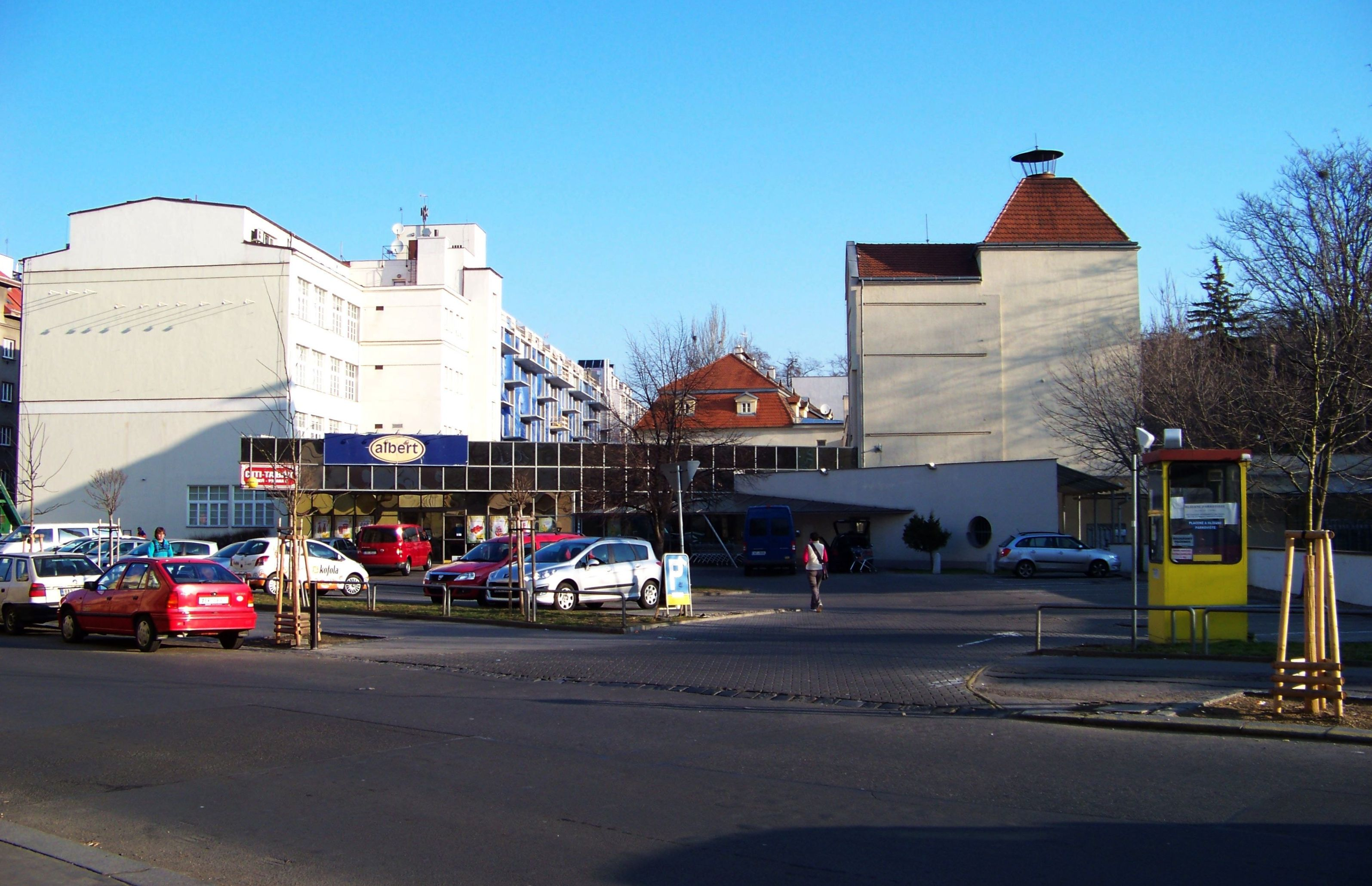
Albert v Praze-Libni, bývalá prodejna řetězce Julius Meinl, který sídlil v budově nalevo (2012)

V roce 2005 Ahold v Česku ohlásil záměr koupit prodělávající supermarkety Julius Meinl. Původně mělo jít o 67 prodejen, nakonec jich v první transakci Ahold získal 56. Z 54 prodejen se staly supermarkety Albert, z prodejny Julius Meinl XL ve Vestci se stala Hypernova a prodejna v Praze na Petřinách byla trvale uzavřena. Úpravy většiny prodejen byly dokončeny během prosince 2005. Začátkem roku 2006 Albert od společnosti Julius Meinl koupil ještě obchody v Brně-Líšni a v pražské Smíchovské tržnici, čímž se počet prodejen Albert dostal na 243.

#### Albert Hypermarket anová vizuální identita

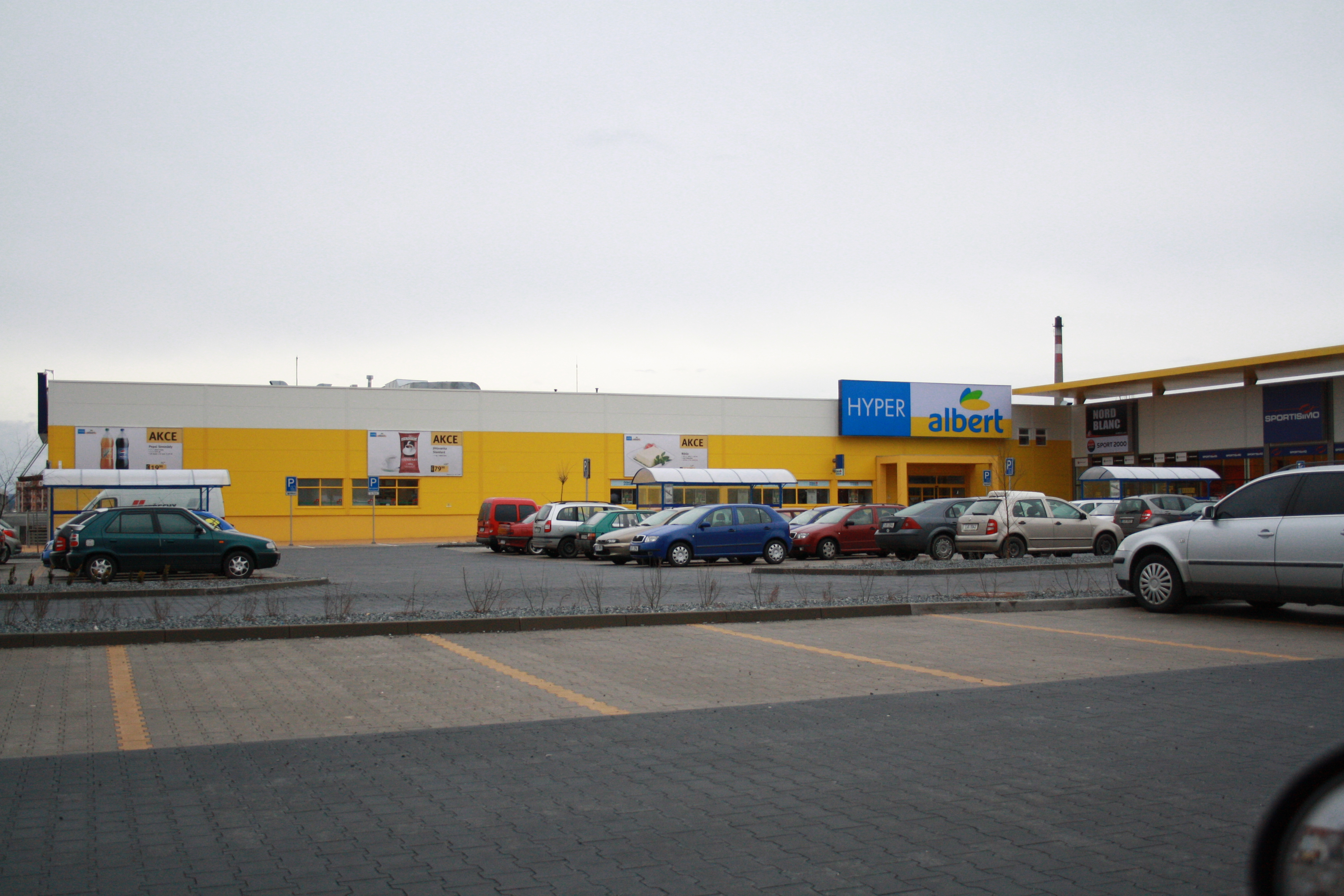
HyperAlbert v Třebíči (2009)

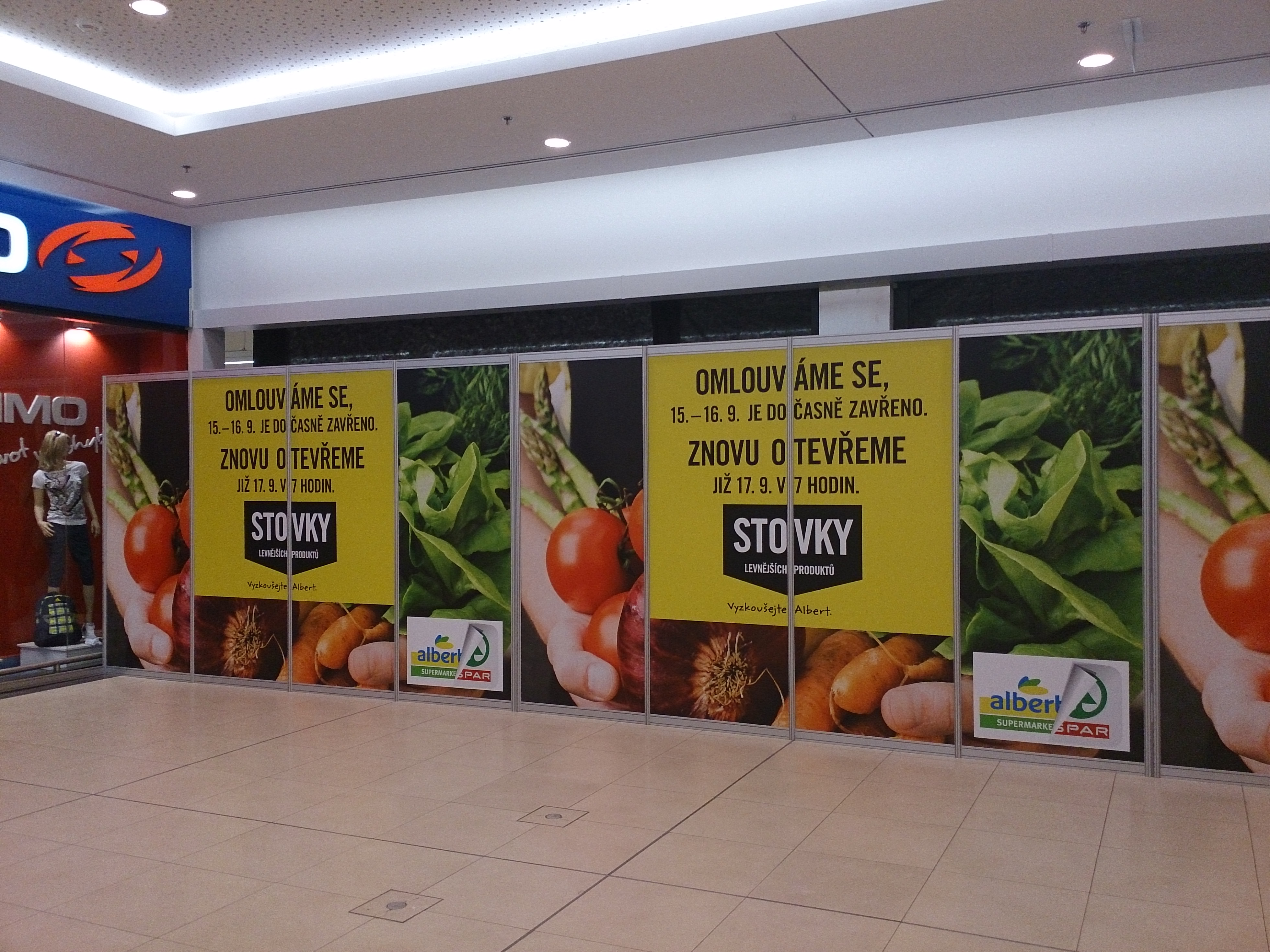
Přestavba Sparu v Teplicích na Albert supermarket (2014)

V srpnu 2007 bylo oznámeno, že značku Albert začnou používat také hypermarkety Hypernova. Jako první změnou prošel hypermarket ve Vestci, který byl na konci listopadu téhož roku po rekonstrukci otevřen pod značkou HYPER Albert. Další hypermarkety HYPER Albert byly otevřeny nově v roce 2008, a to v Mostě a Třebíči.  Během roku 2009 potom hypermarkety Hypernova i HYPER Albert začaly používat název Albert Hypermarket. Síť prodejen Albert se tak rozrostla o 56 hypermarketů.
Ve stejné době, kdy byla zahájena přeměna hypermarketů, také Albert začal používat nový vizuální styl a logo. Nové logo obsahuje tři barevné, vějířovitě uspořádané ovály. Modrá barva odkazuje na původní grafiku supermarketů Albert, žlutá na prodejny Hypernova a zelená má evokovat čerstvost. Logo se objevilo na první prodejně HYPER Albert, první supermarket s novým logem byl otevřen v Praze-Čimicích v únoru 2008.

V létě 2009 bylo uzavřeno 20 nevýdělečných supermarketů Albert. V září se k nim připojila ztrátová Hypernova v Karlových Varech. Zároveň byl oznámen plán zmenšit největší hypermarkety s prodejní plochou kolem 10 000 m2 až na polovinu.

#### Převzetí prodejen SPAR aINTERSPAR
V březnu 2014 Albert oznámil záměr koupit za 5,2 mld. Kč 36 hypermarketů INTERSPAR a 14 supermarketů SPAR. Antimonopolní úřad transakci schválil pod podmínkou, že Albert prodá celkem pět prodejen, z toho dvě v Táboře a po jedné v České Lípě, Litoměřicích a Třebíči. Jako první se na Albert Supermarket změnil SPAR v Praze-Jahodnici v září 2014. Poslední přeměněnou prodejnou se v březnu 2015 stal INTERSPAR v Ostravě-Porubě. Albert tak provozoval 334 prodejen.
V některých městech se nově připojené prodejny nacházely v sousedství těch již existujících. Některé prodejny proto byly uzavřeny, a to například i někdejší HYPER Albert v Třebíči, na jehož místě vzniknul Kaufland. Na jiných místech jsou však nadále provozovány obě prodejny v těsném sousedství, například v České Lípě nebo Mladé Boleslavi.

#### Současnost
Počet prodejen Albert od roku 2015 zůstává přibližně stejný (v červenci 2023 jich bylo pouze o dvě více než v březnu 2015) a řetězec se soustředí na jejich modernizaci. V prosinci 2020 byl v Brně na Moravském náměstí otevřen první supermarket malého formátu Albert Fresh, který je zaměřený na prodej hotových jídel, rychlého občerstvení a základních potravin. Od dubna 2021 Albert provozuje věrnostní mobilní aplikaci Můj Albert. V září 2022 byl uzavřen hypermarket v pražském obchodním centru EUROPARK, jehož provoz v roce 2023 převzal Globus. V červenci 2023 byl otevřen nový hypermarket v Benešově u Prahy.

### Prodejny

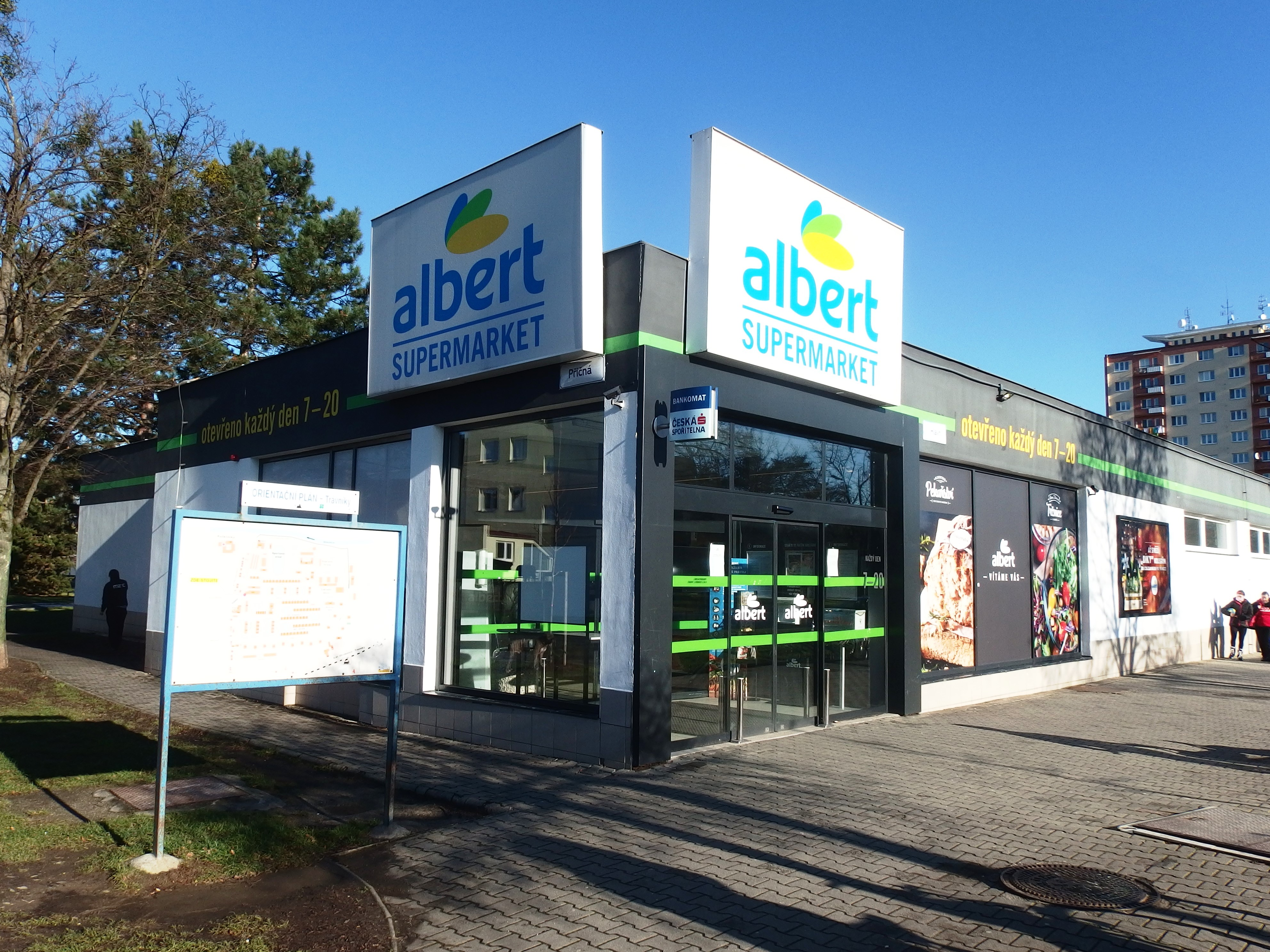
Albert Supermarket v Otrokovicích (2020)

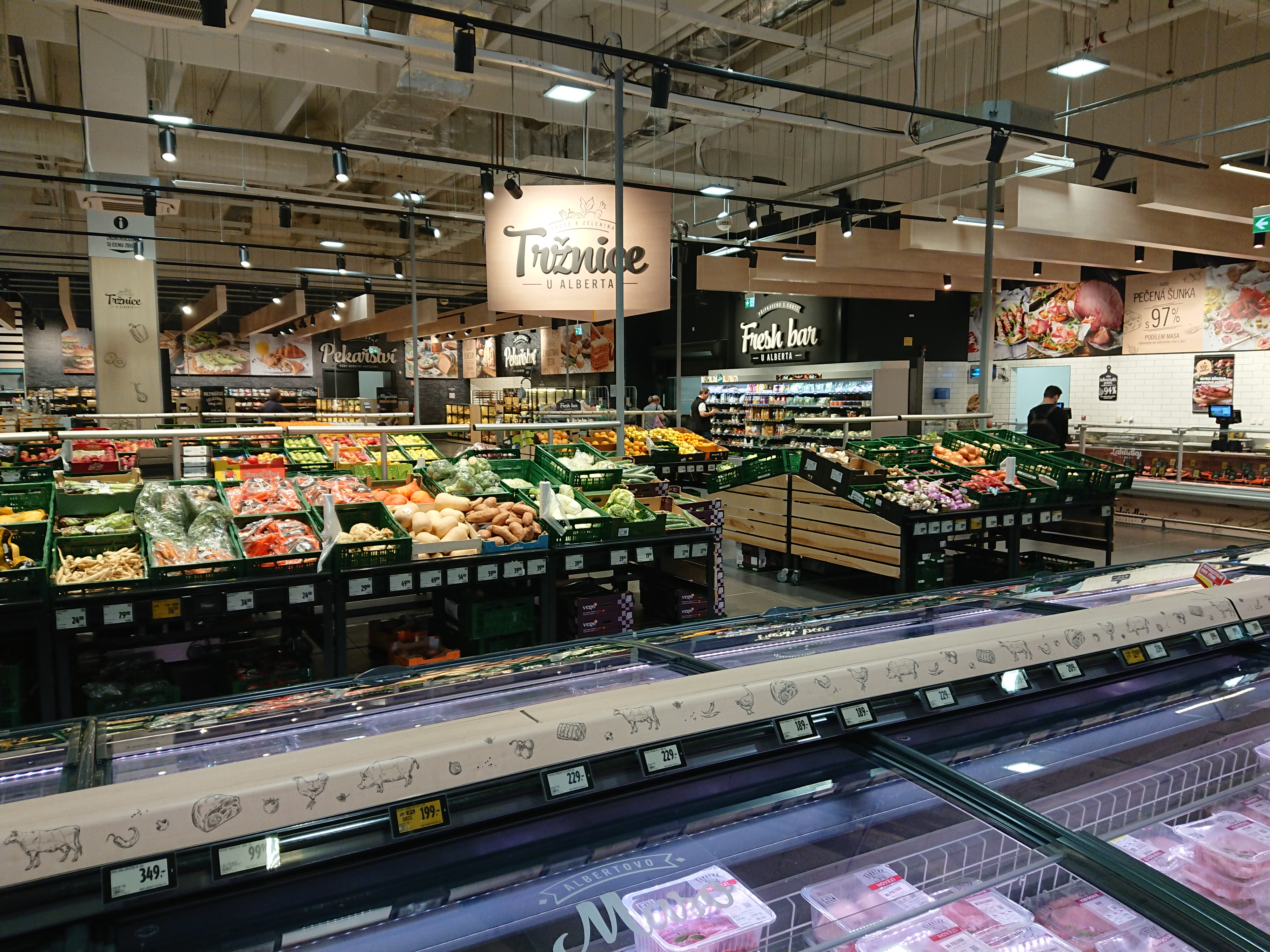
Tržnice u Alberta v hypermarketu Albert, pulty s ovocem a zeleninou

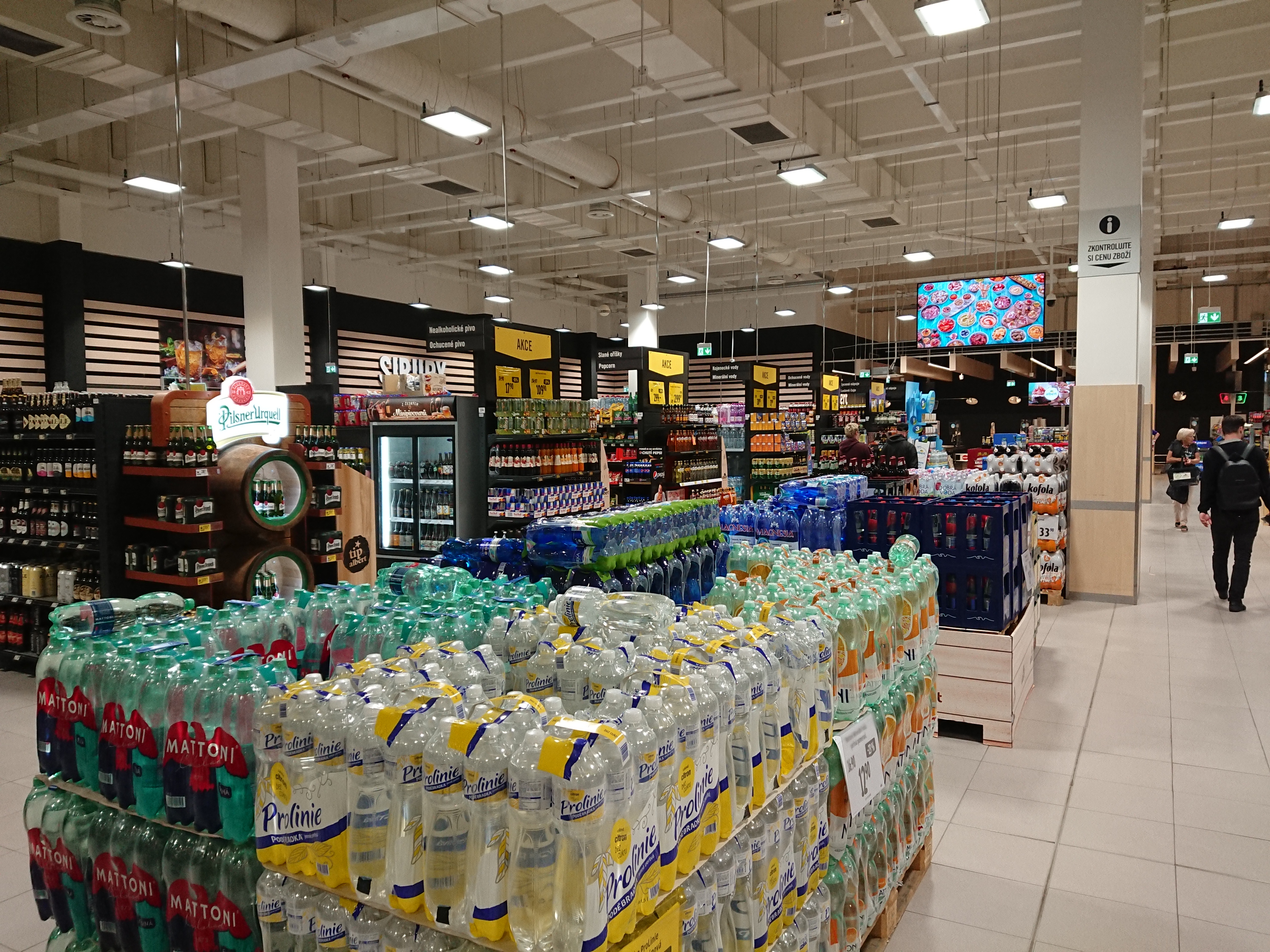
Interiér hypermarketu Albert

Vzhledem k tomu, že síť Albert vznikla postupným spojením několika jiných značek, jsou také její prodejny poměrně různorodé z hlediska umístění, architektury i uspořádání prodejní plochy. Supermarkety Mana a Julius Meinl často působily v bývalých samoobsluhách či obchodních střediscích na sídlištích; Hypernova měla hypermarkety v obchodních centrech na okrajích velkých měst a o něco menší samostatné prodejny v okresních městech; INTERSPAR také provozoval hypermarkety na předměstích větších měst, ale měl také prodejny v nákupních centrech blíže městskému středu. 
Albert tak působí ve všech českých krajích i krajských městech. Nejvíce prodejen (76) má Praha, kde je také nejvíce supermarketů Albert (69). Nejvíce hypermarketů Albert je v Moravskoslezském kraji (12). Nejméně supermarketů (4), hypermarketů (2) a tedy i prodejen celkově (6) má Albert v Karlovarském kraji. V Česku v červenci 2023 fungovalo 249 supermarketů a 88 hypermarketů Albert, celkově tedy 337 prodejen.
U některých prodejen Hypernova, později Albert Hypermarket, fungovaly také čerpací stanice. Jejich novým majitelem se v roce 2021 stala síť čerpacích stanic PRIM.
| Kraj            | Albert supermarket | Albert hypermarket | Celkem |
| --------------- | ------------------ | ------------------ | ------ |
| Jihočeský       | 8                  | 6                  | 14     |
| Jihomoravský    | 38                 | 9                  | 47     |
| Karlovarský     | 4                  | 2                  | 6      |
| Královéhradecký | 6                  | 4                  | 10     |
| Liberecký       | 6                  | 4                  | 10     |
| Moravskoslezský | 25                 | 12                 | 37     |
| Olomoucký       | 17                 | 6                  | 23     |
| Pardubický      | 7                  | 4                  | 11     |
| Plzeňský        | 11                 | 4                  | 15     |
| Praha           | 69                 | 7                  | 76     |
| Středočeský     | 15                 | 11                 | 26     |
| Ústecký         | 6                  | 9                  | 15     |
| Vysočina        | 15                 | 5                  | 20     |
| Zlínský         | 22                 | 5                  | 27     |
| Celkem          | 249                | 88                 | 337    |

### Ekonomika
Prodejny Albert provozuje společnost Albert Česká republika, s.r.o., která je vedena u Městského soudu v Praze s IČ 440 12 373. Současný název je v obchodním rejstříku zapsán od 1. ledna 2019, předtím se subjekt jmenoval AHOLD Czech Republic a jednalo se o akciovou společnost. Jediným společníkem je firma Ahold Tsjechië B.V. se sídlem v Nizozemsku se vkladem 1 mld. Kč.
Za rok 2021 Albert vykázal tržby ve výši 61,444 mld. Kč a zisk 1,403 mld. Kč. Ve stejném roce řetězec zaměstnával průměrně 10 743 lidí. V předchozích letech ekonomické výsledky firmy značně kolísaly. Za rok 2013 měl Albert tržby 40,1 mld. Kč a zisk 311,6 mil. Kč. Za 24měsíční období 2014–2015, kdy došlo k převzetí prodejen ztrátového řetězce SPAR, Albert při tržbách 102,6 mld. Kč skončil ve ztrátě 1,24 mld. Kč. Následující rok se ze ztráty velmi těsně vymanil, když při tržbách 49,6 mld. Kč dosáhl zisku asi 3,9 mil. Kč. Při řádově podobných tržbách v letech 2017, 2018 a 2019 dosáhl zisku 169,8 mil. Kč, 648,4 mil. Kč a 95,9 mil. Kč.

### Privátní značky

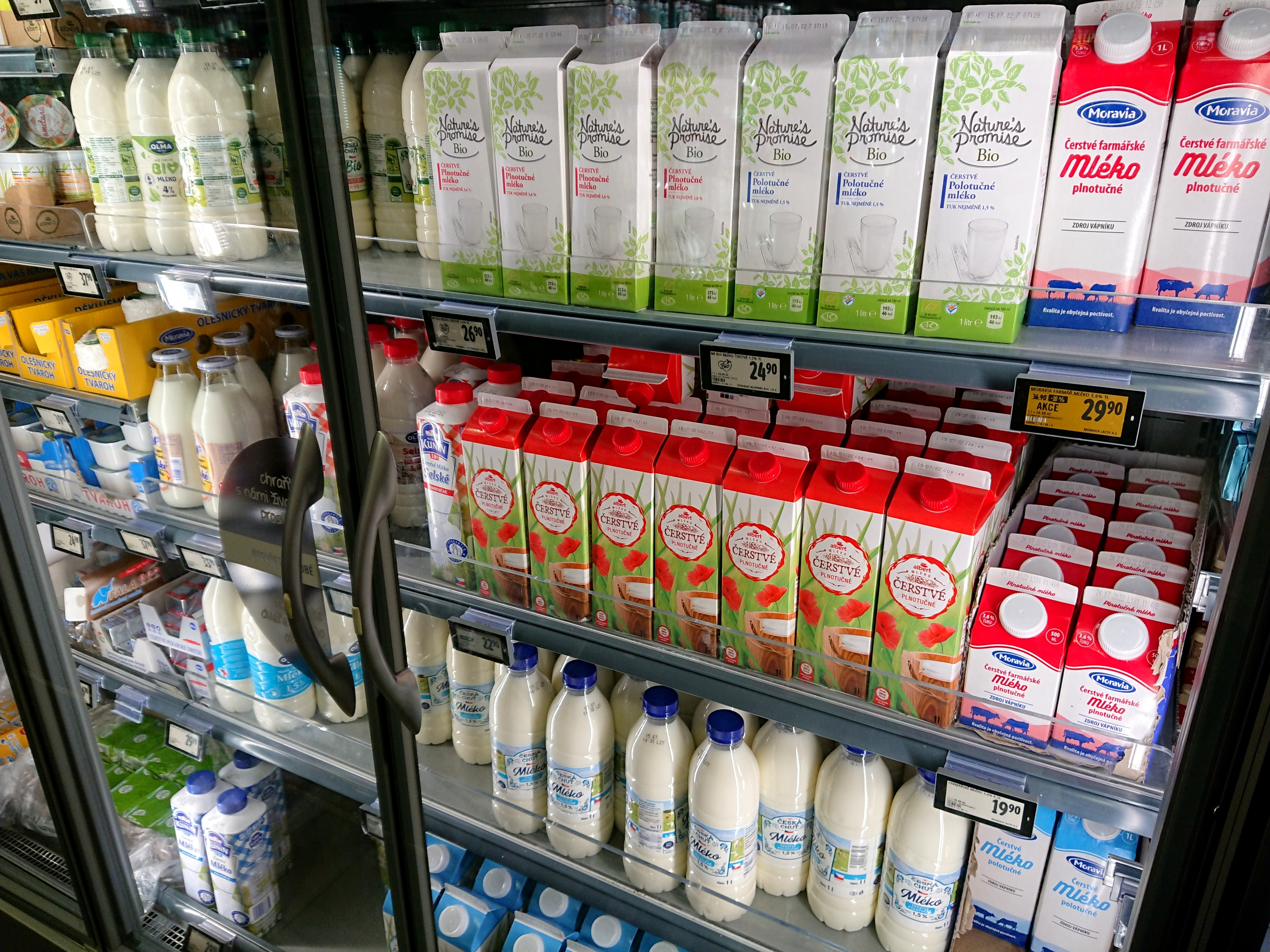
Čerstvé mléko tří privátních značek: Nature's Promise, Albert a Česká chuť

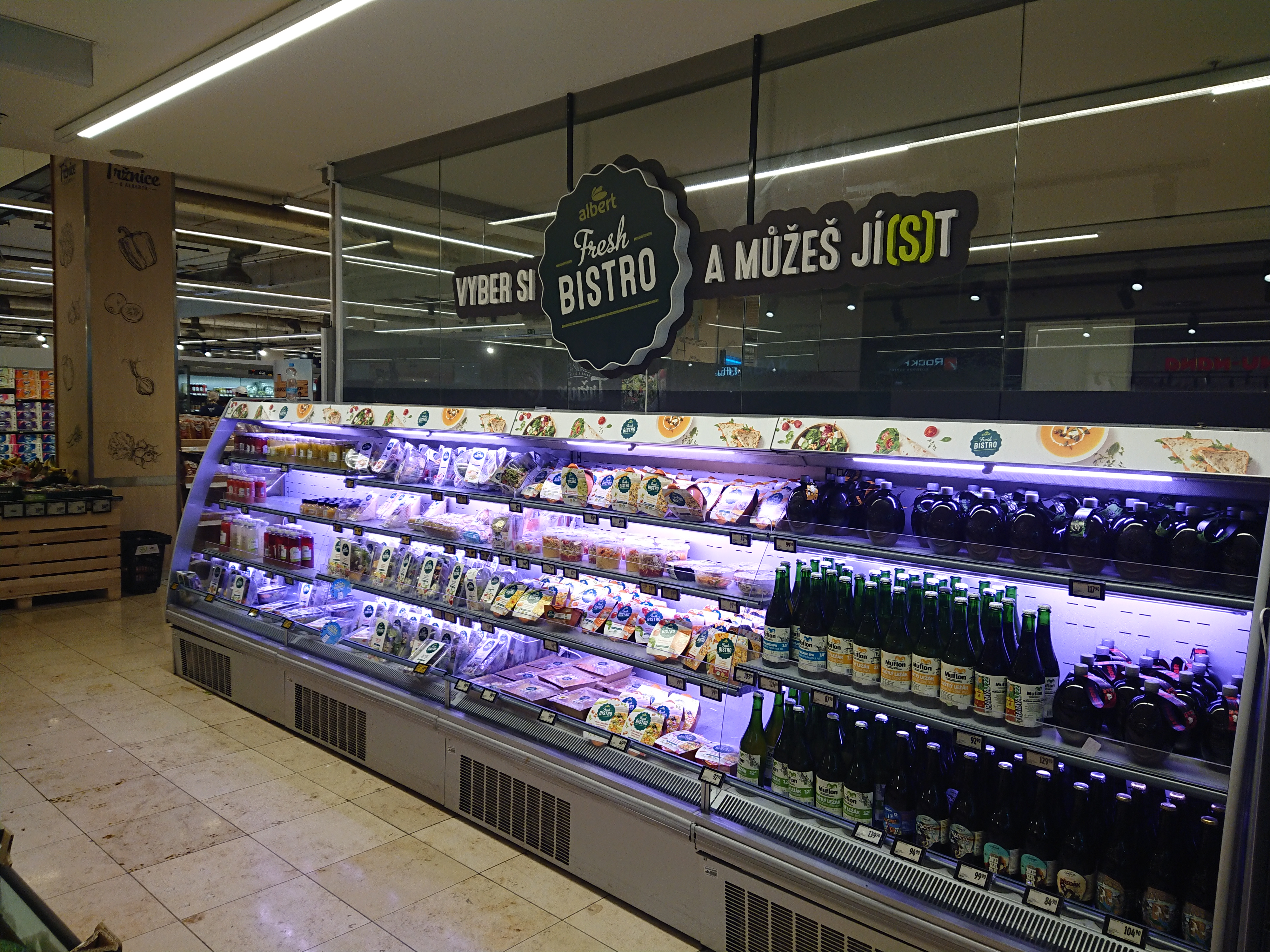
Pult s balenými jídly značky Fresh Bistro

Albert vedle běžného sortimentu nabízí také výrobky privátních značek. Pod značkou Albert (v minulosti Euro Shopper, AH Basic nebo Albert Quality) jsou prodávány základní potraviny a domácí potřeby s důrazem na nízkou cenu. Albert Excellent je prémiová značka kávy a lahůdek. Dále Albert nabízí řadu Nature's Promise, která se zaměřuje na bioprodukty a vegeteriánské, veganské, bezlaktózové a bezlepkové výrobky. Mezi další privátní značky patří Česká chuť (potraviny vyrobené v Česku z českých surovin) a Fresh Bistro (balené rychlé občerstvení, např. sendviče, bagety nebo saláty).

### Dobročinné projekty
Albert provozuje stejnojmenný nadační fond. Od roku 1999 je každoročně pořádána sbírka Bertík pomáhá, která poskytuje granty dětským domovům a dětem ze sociálně znevýhodněných rodin. Zákazníci při placení dostanou žetony, které mohou vhodit do jednoho z boxů za pokladnami, a tím symbolicky vyjádřit podporu některému z přihlášených charitativních projektů. V roce 2023 Albert v rámci sbírky daruje 4 mil. Kč. Dalším dlouholetým projektem je program Zdravá 5, zaměřený na vzdělávání dětí v oblasti zdravé výživy, který byl spuštěn v roce 2004. Albert také pravidelně pořádá sbírky potravin a přispívá potravinovým bankám.

### Kontroverze

#### Hygienické problémy aprodej závadných potravin
Albert se podobně jako ostatní řetězce v minulosti nevyhnul problémům s prodejem prošlého nebo zkaženého jídla. Jeden z výrazných případů se v roce 2015 týkal supermarketu v Plzni-Slovanech, kde opakované kontroly Státní zemědělské a potravinářské inspekce (SZPI) našly celou řadu nedostatků, týkajících se zejména plesnivého a shnilého ovoce a zeleniny. Dále byl celý úsek ovoce a zeleniny zaprášený a znečištěný, hygienické nedostatky byly v zázemí pro zaměstnance, a vybrané lahůdkářské výrobky byly nevhodně skladovány (navíc byly prodávány po datu použitelnosti). Za tyto nedostatky a za jiné z dalších prodejen na západě Čech dostal Albert pokutu 1,125 mil. Kč.
O rok dříve nechala SZPI dočasně uzavřít supermarket v Plzni-Bolevci, ve kterém byl nalezen myší trus i živá myš.

#### Smlouvy sdodavateli
Úřad pro ochranu hospodářské soutěže kontroloval smlouvy, které Albert v letech 2016 až 2017 uzavíral s dodavateli a shledal, že jsou pro dodavatele nevýhodné. Konkrétně šlo například o jednostranné sankce, mechanismus změn kupní ceny a fungování slevových akcí. Řetězec přislíbil nápravu.

#### Vztah kživotnímu prostředí
Česká inspekce životního prostředí v letech 2017 a 2018 Albertu udělila pokuty v souhrnné výši 260 tis. Kč za netřídění odpadu. V únoru 2019 inspekce informovala o další pokutě, tentokrát ve výši 120 tis. Kč, za únik chladiva na dvou prodejnách. V květnu 2020 byla z fasády prodejny ve Vlašimi stržena hnízda chráněných jiřiček i s mláďaty, což vyvolalo negativní reakce na sociálních sítích. Řetězec se za situaci omluvil a v následujícím roce nechal na fasádu instalovat umělá hnízda.

#### Nízké mzdy
Na konci roku 2016 Odborový svaz pracovníků obchodu (OSPO) požadoval zvýšení platu řadových zaměstnanců Alberta o 7 % s odůvodněním, že stávající mzdy jsou extrémně nízké a zaměstnanci jsou pracujícími chudými. Podle údajů OSPO se průměrná hrubá mzda provozních zaměstnanců pohybovala kolem 12 500 Kč měsíčně, medián hrubé mzdy v ČR přitom tehdy byl 22 533 Kč. Vedení společnosti tvrdilo, že průměrná mzda provozních zaměstnanců je ve skutečnosti asi o 3 000 Kč vyšší a odvolávalo se na celorepublikový medián v obchodech s potravinami, který činil 13 700 Kč. Odboráři byli dále nespokojeni s tím, že zaměstnanci měli jako vánoční prémii dostat jednu nákupní poukázku v hodnotě 300 Kč. Podle představitelů odborového svazu vedení Alberta na jejich požadavky nechtělo přistoupit. Část zaměstnanců navrhovala vyhlášení stávky.
Do záležitosti se vložila vláda. Tehdejší ministryně práce a sociálních věcí Michaela Marksová poslala generálnímu řediteli společnosti AHOLD Czech Republic Jesperu Lauridsenovi otevřený dopis, premiér Bohuslav Sobotka o tématu jednal s nizozemským velvyslancem. V prosinci se odboráři s vedením firmy domluvili na jednorázovém vánočním příspěvku 1 000 Kč a zvýšení platů minimálně o 5 % (průměrně o 8,5 %) od ledna 2017. V červenci 2017 Albert zvyšoval platy znovu, celkově si jeho zaměstnanci za rok 2017 platově polepšili o 13,5 %. Ke zvýšení platů docházelo napříč řetězci, a to i z důvodu tehdejší nízké nezaměstnanosti a nedostatku zájemců o práci v obchodě. Albert zvyšoval platy i v následujících letech: podle společnosti k lednu 2020 vzrostly mzdy oproti konci roku 2016 průměrně téměř o 60 % a všichni zaměstnanci pobírali měsíčně více než 20 000 Kč hrubého.

#### Pracovní podmínky
Supermarket Albert byl jedním z míst, kde si vyzkoušela práci novinářka Saša Uhlová v rámci série investigativních reportáží Hrdinové kapitalistické práce, vydané v září 2017. V reportáži popsala, že je práce psychicky i fyzicky náročná; zmínila také problémy s čerpáním pracovních přestávek, dlouhou a nevýhodnou pracovní dobu nebo rozdíly mezi agenturními a kmenovými zaměstnanci. Z reportáží vzniknul film Hranice práce.
Pozornost médií upoutal také případ ze supermarketu v Ostravě-Porubě, jehož manažerka na podzim 2013 zakázala pokladním sedět. Podle vedení řetězce šlo o individuální pochybení a židle se ke kasám vrátily.

#### Původ prodávaných kuřat
V roce 2024 čelila obchodní síť Albert v Česku kritice kvůli reklamní kampani, která obsahovala nepravdivé nebo zavádějící informace. Kampaně se týkaly kvality a původu kuřat prodávaných v obchodech. Albert byl obviněn z toho, že v reklamách prezentoval kuřata jako chovaná v lepších podmínkách, než tomu bylo ve skutečnosti.

### Ocenění
Albert v roce 2021 získal sedm hvězd v mezinárodní soutěži EFQM Global Award, kterou pořádá Evropská nadace pro management kvality. Sedm hvězd je maximální počet, vyšším oceněním je pouze vítězství v soutěži. Soutěž hodnotí management, strategii a výkon firem.
V roce 2018 dostal hypermarket Albert v Centru Chodov Cenu za vynikající kvalitu České společnosti pro jakost v rámci soutěže Diamantová liga kvality. Stejné ocenění v následujícím roce získal hypermarket v obchodním centru Olympia Olomouc. Soutěž pořádá Svaz obchodu a cestovního ruchu ČR ve spolupráci s Ministerstvem průmyslu a obchodu.
Albert, resp. AHOLD Czech Republic se také umístil v několika ročnících soutěže Národní cena kvality ČR. V roce 2019 se stal jejím absolutním vítězem, vítězem kategorie Excelence za podnikatelský sektor se stal také v roce 2011, 2014 a 2015. Server Lidovky.cz nicméně v roce 2014 upozornil na to, že Albert získal Národní cenu kvality i přesto, že patřil mezi řetězce nejvíce pokutované Českou obchodní inspekcí a nevyhnuly se mu ani problémy s kvalitou potravin a pracovními podmínkami.

### Zajímavosti
- Albert byl partnerem filmu Vratné lahve (2007) režiséra Jana Svěráka. Hlavní hrdina filmu Josef Tkaloun pracuje ve výkupu lahví v supermarketu. Ve filmu je vidět exteriér Albertu v obchodním středisku Bezovka na pražském Žižkově, interiérové scény se ale natáčely v prostorách bývalé samoobsluhy v dnes již zbouraném obchodním středisku Paprsek ve Stodůlkách.[86]

## Albert vdalších zemích
Skupina Ahold působila v různých zemích světa, obchody Albert ale kromě Česka byly v minulosti provozovány pouze na Slovensku a v Polsku. Podnikání ve střední Evropě bylo od roku 2003 řízeno firmou Ahold Central Europe s centrálou v Praze.
V Polsku značka Albert vznikla v roce 2001 spojením supermarketů Max, Szalony Max a Centrum, diskontů Sesam a velkoprodejen Mega Cash&Carry. V roce 2006 měl Albert v Polsku 183 supermarketů, načež byla polská divize firmy Ahold (také včetně tamních hypermarketů Hypernova) prodána řetězci Carrefour.
Na Slovensku vznikly supermarkety Albert pouze čtyři; první tři z nich byly otevřeny v Bratislavě-Petržalce v roce 2005. O odchodu Aholdu ze slovenského trhu bylo také rozhodnuto již v roce 2006, uskutečnil se však až v roce 2014, kdy byly čtyři supermarkety Albert (společně s dvaceti hypermarkety Hypernova) prodány firmě provozující obchody Terno a Moja samoška. Řetězec Terno převzal tři supermarkety, Moja samoška jeden.
V Nizozemsku Ahold Delhaize provozuje řetězec Albert Heijn, který byl založen v roce 1887; první supermarket této značky byl otevřen v roce 1952. Supermarkety Albert Heijn mají s českým Albertem společnou jenom část názvu, používají jiné logo, barvy i design prodejen. V minulosti však stejně jako Albert nabízely privátní značky Euro Shopper, resp. AH Basic.